# Мия Мотли
Мия Амор Мотли (на английски: Mia Amor Mottley) е барбадоски политик от Барбадоската лейбъристка партия.
Родена е на 1 октомври 1965 година в семейството на юрист и дипломат. През 1986 година завършва право в Лондонския университет. През 1994 година е избрана за депутат и през следващите години е министър на образованието, младежта и културата (1994 – 1996), министър на вътрешните работи и главен прокурор (2001 – 2003), вицепремиер (2003 – 2008) и министър на икономиката (2006 – 2008). През 2008 – 2010 и от 2013 година оглавява Барбадоската лейбъристка партия, която печели изборите през 2018 и 2022 година с голямо мнозинство.
От 2018 година е министър-председател и министър на финансите, като ръководи страната при нейното обявяване за република през 2021 година.